# Karolina Marciniak
Karolina Konstancja Marciniak (geb. Sowała, * 18. März 1988 in Łask) ist eine ehemalige polnische Beachvolleyballspielerin.

## Karriere
Sowała spielte von 2003 bis 2007 in der Halle. 2006 erreichte sie als Beachvolleyballerin mit Karolina Michalkiewicz bei der Junioren-Weltmeisterschaft in Mysłowice und bei der Jugend-WM in Bermuda jeweils den fünften Platz. Außerdem spielte sie in Warschau ihr erstes Open-Turnier. 2007 hatte sie bei den Welttitelkämpfen der Juniorinnen in Modena ihren ersten Auftritt mit Monika Brzostek und wurde Neunte. Ein Jahr später gewannen die beiden in Brighton Bronze. Nach dem 13. Platz bei der U23-EM 2009 in Jantarny und dem Gewinn der polnischen Meisterschaft nahmen sie 2010 an der Europameisterschaft in Berlin teil, wo sie ohne Satzgewinn nach der Vorrunde ausschieden. Anschließend wurden sie Fünfte der U23-EM in Kos. Bei den nationalen Titelkämpfen standen sie als Dritte noch einmal auf dem Podest. 2011 bildete Sowała ein neues Duo mit Katarzyna Urban, das nur bei Satellite-Turnieren vordere Plätze erreichte. Bei der EM 2011 in Kristiansand trat sie mit Daria Paszek an, blieb aber wieder ohne Satzgewinn.
Seit 2012 war die in der Woiwodschaft Łódź geborene Sportlerin ausschließlich in den Vereinigten Staaten unterwegs. Überaus erfolgreich war sie während der Jahre 2013 bis 2016 bei Events der National Volleyball League (NVL). Bei 23 Veranstaltungen mit verschiedenen Partnerinnen stand sie nur ein einziges Mal nicht auf dem Treppchen. Sie siegte sechs Mal mit Priscilla Lima, drei Mal mit Raquel Ferreira, zwei Mal mit Brooke Niles und 2012 beim „Best of the Beach“ mit verschiedenen Partnerinnen. Ihre Leistungen brachten ihr die Auszeichnungen als NVL beste Angreiferin, beste Zuspielerin, wertvollste Spielerin und gemeinsam mit Raquel Ferreira als Team of the year 2016 ein. In den folgenden Spielzeiten war Karolina Marciniak, wie Sowała inzwischen hieß, bei der AVP Tour aktiv. Beste Resultate waren dritte Plätze mit Lane Carico 2018 in Austin sowie mit Kimberly Hildreth 2022 in Huntington Beach. Ihr letztes Turnier bestritt Karolina Marciniak im März 2023 mit Molly Shaw in Miami.

## Auszeichnungen
- 2014: NFL Most Valuable Player und best Offensive Player
- 2015: NFL Most Valuable Player und best Setter
- 2016: NVL Team of the Year (mit Raquel Ferreira) und best Offensive Player

## Persönliches
Die Athletin heiratete 2016 den polnischen Volleyballspieler Piotr Marciniak und nahm dessen Nachnamen an. Ihr gemeinsamer Sohn Michael wurde im März 2019 geboren.